# Wright Morris
Wright Marion Morris (* 6. Januar 1910 in Central City, Nebraska; † 25. April 1998 in Mill Valley, Kalifornien) war ein US-amerikanischer Fotograf und Autor von Romanen, Kurzgeschichten und Essays.

## Leben
Wright Morris wurde am 6. Januar 1910 als Sohn von William Henry und Grace Osborn Morris geboren. Diese starb wenige Tage nach der Geburt ihres Sohnes. Mit seinem Vater zog er häufig um und lebte in Städten wie Schuyler und Kearney. Oft in der Obhut von Nachbarn oder Kindermädchen, zog Morris 1919 mit seinem Vater und seiner Stiefmutter Gertrude nach Omaha, wo sie bis 1924 wohnten. Während dieser Zeit verbrachte er zwei Sommer bei seinem Onkel und seiner Tante auf deren Farm in Norfolk. Fotografien der Farm und die Figuren, die den real existierenden Verwandten entsprechen, sind in seinen späteren Werken The Home Place (1948) und The World in the Attic (1949) wiederzufinden. 1924 zog er mit seiner Familie nach Chicago. Später sollte ein Kurzaufenthalt in Kalifornien, den er mit seinem Vater verlebte, sein Werk My Uncle Dudley (1942) inspirieren. Nachdem er kurzzeitig das von Adventisten geleitete Pacific Union College besuchte, ging er nach Texas um auf der Farm seines Onkels Dwight Osborn zu arbeiten. Erneut in Kalifornien, besuchte er bis 1933 das Pomona College. Dieses Studium brach er jedoch ohne Abschluss ab. 1934, nach seiner Rückkehr von einem Europaaufenthalt, bei dem ihm sein Geld in Paris gestohlen und er in Italien verhaftet worden war, heiratete er seine erste Frau Mary Ellen Finfrock, mit der er bis 1961 verheiratet war. Seine zweite Ehe mit Josephine Kantor (1927–2002) hielt bis zu seinem Tod. Wright Morris starb am 25. April 1998 im Alter von 88 Jahren.

## Karriere
Mitte der 1930er Jahre begann Morris sich ernsthaft mit der Fotografie und mit dem Schreiben zu beschäftigen. 1936 entstanden erstmals so genannte Photo-Texte, also eine Kombination von Fotografien mit kurzen dazugehörigen Prosatexten. Reisen quer durch die Vereinigten Staaten und sein Aufenthalt in Übersee inspirierten diese Werke. Seine erste Ausstellung in der New School for Social Research hatte er 1941 und der erste veröffentlichte Photo-Text The Inhabitants erschien im Jahr 1946. Im selben Jahr erhielt Wright Morris nach 1942 bereits das zweite Guggenheim-Stipendium für Fotografie, deren finanziellen Zuwendungen es ihm ermöglichten, weiter im Land umherzureisen. Zwischen 1944 und 1954 lebte er in Pennsylvania, danach wieder in Kalifornien und Übersee, vor allem in Mexiko, Griechenland und Venedig. Zwischen 1963 und 1975 übernahm er eine Lehrtätigkeit an der San Francisco State University. In dieser Zeit nahm seine schriftstellerische Tätigkeit zu und es entstanden viele Romane, die zu seinen Hauptwerken zu zählen sind.

## Kritik seiner Werke
In den Vereinigten Staaten sind es vor allem seine Werke, die das Leben im Mittleren Westen beschreiben, für die er bekannt ist. Reisen von mehr als 15.000 Meilen quer durch die USA bildeten seine Inspirationsquelle. Er selbst sagte dazu: „I am not a regional writer, but the characteristics of this region have conditioned what I see, what I look for, and what I find in the world to write about.“. Literaturwissenschaftliche Kritiken sind, trotz seiner umfangreichen Publikationsliste und seiner Auszeichnungen, eher rar. John W. Aldridge vermutete in seinem Werk Devil in the Fire, dass es gerade die Thematik des Mittleren Westens war, die zu unzeitgemäß war, um große Aufmerksamkeit zu erregen. Oder wie der Publizist Henry L. Mencken es, bezugnehmend auf das Werk von Willa Cather, die eine vergleichbare Thematik wie Morris pflegte, ausdrückte: „I don't care how well she writes, I don't give a damn what happens in Nebraska“ (zu deutsch etwa: Es ist mir egal, wie gut sie schreibt, mich interessiert es einen Dreck, was in Nebraska passiert.). Morris’ Werke stellen jedoch keine bloße Beschreibung des Lebens in den Great Plains dar. Vielmehr beweist er in seinen Werken, dass er eine gute Beobachtungsgabe für die amerikanische Kultur an sich hat. Der Mittlere Westen ist dabei Dreh- und Angelpunkt seines selbst geschaffenen Mikrokosmos'. Als „Mittelpunkt“ der Vereinigten Staaten, unter dem Einfluss von Ost und West, stellen die Great Plains, Kleinstädte aber auch Großstädte wie Omaha oder Chicago den idealen Handlungsort für seine literarischen Werke dar. In dieser – auch im übertragenen Sinne – Mitte fungieren die „Midwesterners“ als Durchschnittsamerikaner und deren Familien werden „zum Typus der amerikanischen Familie schlechthin“. Morris benutzt vorhandenes „Rohmaterial“ – ein zentraler Begriff in der Kritik seiner Werke, den er auch selbst gerne benutzt hat – veredelt es, „belässt es aber roh genug, um echt zu wirken“. Unter dieser Prämisse lassen sich die Aussagen, die über den Handlungsort gemacht werden, auf den größeren Zusammenhang, die USA, übertragen. Selbst die Werke, deren Handlungen nicht direkt im Mittleren Westen verortet sind, weisen über gewisse Charaktere und Handlungsstränge eine Verbindung zu jenem auf (vgl. Zirkel, 1977, S. 36 ff). Auch Gail Bruce Crump erkennt eine enge Verflechtung zwischen den Figuren, der Handlung und ebendieser Kulturobservation. Doch, so argumentiert er, sei der Fokus von Morris’ Arbeiten teilweise auf zu feine Details des menschlichen Bewusstseins gerichtet, so dass dies zu schwer in Worte zu fassen sei. Dies sei ein möglicher weiterer Grund für die unterdurchschnittliche Rezeption seiner Werke. Doch es ist gerade diese Beschäftigung mit Themen wie Zeit, Bewusstsein, Klischee und Mythos, die Wright Morris’ literarischem Schaffen einen übergreifenden Zusammenhalt verleihen.
Dabei sind zum Teil starke autobiographische Elemente augenfällig. Besonders die älteren Werke spielen in der Vergangenheit und beschäftigen sich mit tradierten Gewohnheiten, die jedoch anachronistisch sind und dadurch in der „heutigen“ Zeit nur noch als Klischee existieren können. Eine Rolle spielt hierbei auch die „mythische“ Betrachtungsweise des Mittleren Westens. Der heroischen Vergangenheit zur Zeit der Landnahme und der Erschließung des Kontinents in der zweiten Hälfte des 19. Jahrhunderts steht das ereignisarme Leben der Menschen (und eben auch der Figuren in Morris’ Romanen) auf den Farmen und Kleinstädten gegenüber. Diese unterschiedlichen Entwicklungen überlagern sich jedoch und die „Zeit wird von den Charakteren räumlich erlebt“ (Zirkel, 1977, S. 151). Das Klischee entsteht für Morris dadurch, dass diese überholten Vorstellungen inklusive der damit einhergehenden Wertvorstellungen unreflektiert und unverändert in die Gegenwart übertragen werden. Er plädiert somit für einen Wandel eines statischen Lebensbegriffs hin zu einem dynamischen.
Dass Morris nicht die Anerkennung erlangt hat, die ihm in der US-amerikanischen Literaturgeschichte zukommen sollte, erklärt G.B. Crump wie folgt:

„That these and other unusual gifts have still not won for Morris the wide audience he deserves is finally attributable to the fact that he does not fit into any convenient category. He is both traditional and original, a chronicler of the commonplace and the bizarre, the material and the immaterial. He is a local colorist at home in a meta, physical landscape of ideas, a realist fascinated by the fictive and by characters who live a dream, a poet of the American backwaters immersed in the main currents of contemporary consciousness.“

## Werke (Auswahl)
Romane
- 1942: My Uncle Dudley
- 1951: Man and Boy
- 1956: The Field of Vision
- 1957: Love Among the Cannibals
- 1960: Ceremony in Lone Tree
- 1971: In Orbit
- 1977: The Fork River Space Project
- 1980: Plains Song: For Female Voices

Photo-Texte
- 1946: The Inhabitants
- 1975: Structures and Artifacts: Photographs 1933–1954
- 1989: Time Pieces: Photographs, Writing, and Memory

Autobiographien
- 1981: Will's Boy
- 1983: Solo: An American Dreamer in Europe
- 1993: Writing My Life: An Autobiography

Kurzgeschichtenbände
- 1970: Green Grass, Blue Sky
- 1975: The Cat's Meow
- 1984: The Origin of Sadness
- 1986: Collected Short Stories, 1948–1986

Sammlungen von Essays
- 1968: A Bill of Rites, a Bill of Wrongs, a Bill of Goods
- 1975: About Fiction: Reverent Reflections on the Nature of Fiction with Irreverent Observations on Writers, Readers and other Abuses
- 1978: Earthly Delights, Unearthly Adornments: American Writers as Image Makers

## Preise und Auszeichnungen
- 1942 und 1946 Guggenheim-Stipendium für Fotografie
- 1954 Guggenheim-Stipendium für Literatur
- 1957 National Book Award
- 1967 Stipendium der Rockefeller-Stiftung
- 1968 Ehrendoktorwürden des Westminster College, Missouri und der University of Nebraska
- 1970 Mitglied der American Academy of Arts and Letters[7]
- 1972 Mitglied der American Academy of Arts and Sciences
- 1973 Ehrendoktorwürde des Pomona College
- 1975 Mari Sandoz Award
- 1976 Stipendium des National Endowment for the Arts
- 1979 Distinguished Achievement Award der Western Literature Association
- 1981 National Book Award
- 1981 Robert Kirsch Award der Los Angeles Times für sein Lebenswerk
- 1982 Common Wealth Award for distinguished service in literature
- 1985 O.-Henry-Preis
- 1985 Whiting Writers' Award
- 1986 Life Achievement Award des National Endowment for the Arts
- 1992 Retrospektive seines fotografischen Schaffens im San Francisco Museum of Modern Art